# Spoorlijn Alençon - Condé-sur-Huisne
De spoorlijn Alençon - Condé-sur-Huisne was een Franse spoorlijn van Alençon naar Condé-sur-Huisne. De lijn was 65,5 km lang en heeft als lijnnummer 423 000.

## Geschiedenis
Der lijn werd geopend door de Compagnie des chemins de fer de l'Orne op 6 mei 1873. Na het faillissement van deze maatschappij werd de lijn overgenomen door de Compagnie des chemins de fer de l'Ouest in 1891.
Reizigersverkeer werd opgeheven op 13 november 1939 en op 17 maart 1943 hervat. Op 1 augustus 1953 werd het personenvervoer definitief gestaakt. Goederenvervoer werd stapsgewijs afgebouwd vanaf 1966:
- Mauves-Corbon - Boissy-Maison-Maugis: 1966
- Mortagne-au-Perche - Mauves-Corbon: 3 november 1969
- Boissy-Maison-Maugis - Condé-sur-Huisne: 7 mei 1971
- Alençon - Mortagne-au-Perche: 13 juli 1989

## Aansluitingen
In de volgende plaatsen is of was er een aansluiting op de volgende spoorlijnen:
Alençon
RFN 430 000, spoorlijn tussen Le Mans en Mézidon
RFN 432 000, spoorlijn tussen Alençon en Domfront
Mortagne-au-Perche
RFN 424 000, spoorlijn tussen Mortagne-au-Perche en L'Aigle
RFN 425 000, spoorlijn tussen Mortagne-au-Perche en Sainte-Gauburge
RFN 426 000, spoorlijn tussen Mamers en Mortagne-au-Perche
Condé-sur-Huisne
RFN 420 000, spoorlijn tussen Paris-Montparnasse en Brest